# Stuhlgraben (Deutergraben)
Der Stuhlgraben ist ein gut einen Kilometer langer, im Wesentlichen in der Gemarkung von Ober-Mörlen im hessischen Wetteraukreis verlaufender Bach, der aus westlicher Richtung kommend vor dem Bad Nauheimer Hochwald von links in den Deutergraben mündet.

## Geographie

### Verlauf

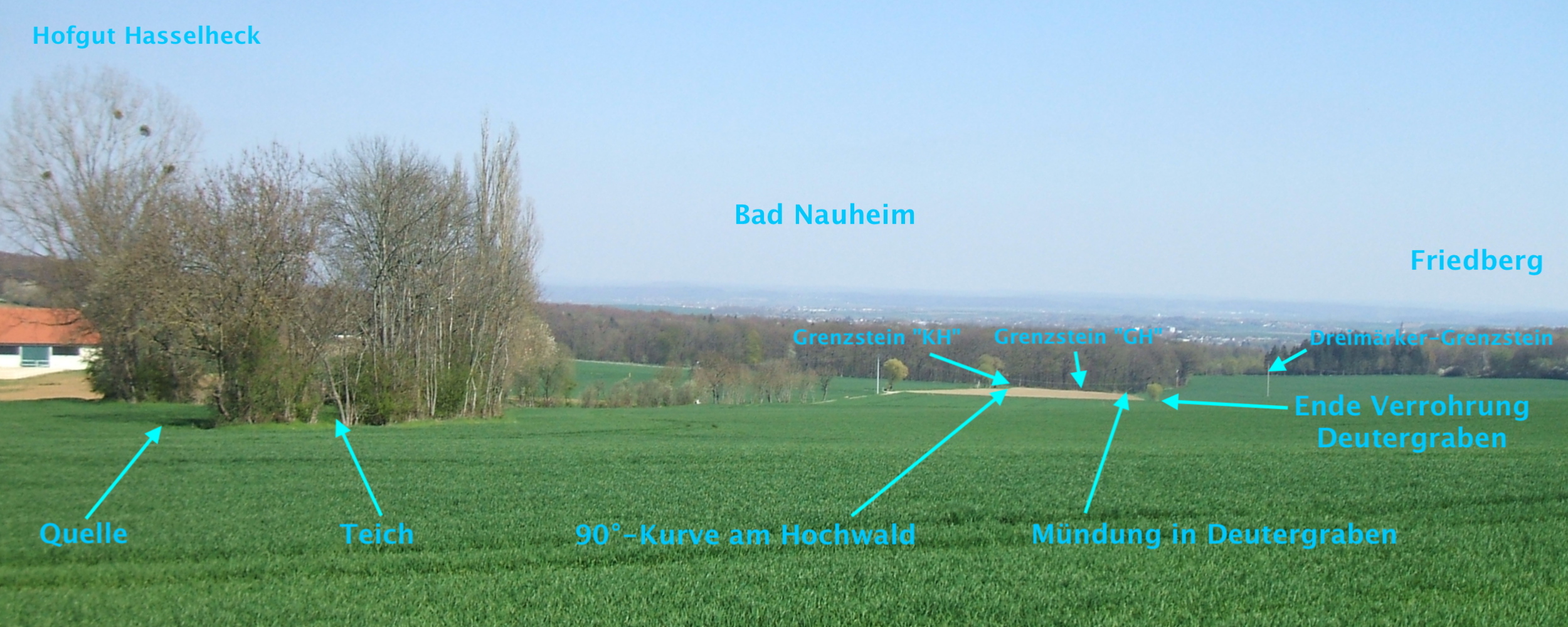
Der ganze Stuhlgraben, komplett

Der Stuhlgraben entspringt, aus einem glasierten keramischen Rohr in einen Graben mit ungefähr trapezförmigem Querschnitt fließend, auf einer Höhe von etwa 240 m ü. NN in einem Feld südwestlich von Bad Nauheim in der Gemarkung von Ober-Mörlen, südlich der Rastanlage Wetterau und nahe der A5/E 451 am Hofgut Hasseleck. Er fließt wenige dam ostwärts und mündet nach links und Norden durch ein Plastikrohr mit einem Meter tiefen Fall in ein etwa 600 m² großes, von aufgeschütteten Dämmen gesäumtes, gegrabenes Becken. Heute staut dieses kein Wasser mehr auf, die Löschwasserversorgung wird durch Wasserleitungen gesichert. Durch einen Einschnitt im Damm verlässt der Stuhlgraben den Teich und fließt fast einen Kilometer in östlicher Richtung durch eine landwirtschaftlich genutzte Zone, wobei er Zuflüsse aus Dränagen aufnimmt und bis zur Gemarkungsgrenze von Ober-Mörlen und Bad Nauheim zwei Feldwege, einen Hochsitz und eine 20 kV-Freileitung unterquert.
Nach einer 90°-Biegung (mit einem Grenzstein, links, mit "KH" für "Kurfürstentum Hessen") bildet er auf etwa 70 Metern Länge diese Grenze am Rand eines "Hochwald" genannten Bad Nauheimer Mischwaldes ab (und kommt dabei an einem Grenzstein mit "GH" für "Großherzogtum Hessen" am rechten Ufer vorbei). Er mündet schließlich in der Flur "Auf dem Dammacker" auf einer Höhe von etwa 190 m ü. NN von Norden und links auf Bad Nauheimer Grund in den von Westen aus einem Durchlass kommenden Deutergraben.
Vor dem Waldrand fließen beide Gewässer ungewöhnlicherweise durch Betonrohre, die heute von Acker überbedeckt sind. Es ist daher zu vermuten, dass früher hier am Waldrand ein unbefestigter Weg verlief, der heute zu landwirtschaftlicher Nutzfläche umgewandelt geworden ist, so wie ihn noch das "Messtischblatt" von 1938 zeigt.

### Flusssystem Usa
- Fließgewässer im Flusssystem Usa

### Orte
Der Stuhlgraben fließt durch die nicht bebauten Gemarkungen von zwei Ortschaften:
- Ober-Mörlen
- Bad Nauheim

### Bildergalerie

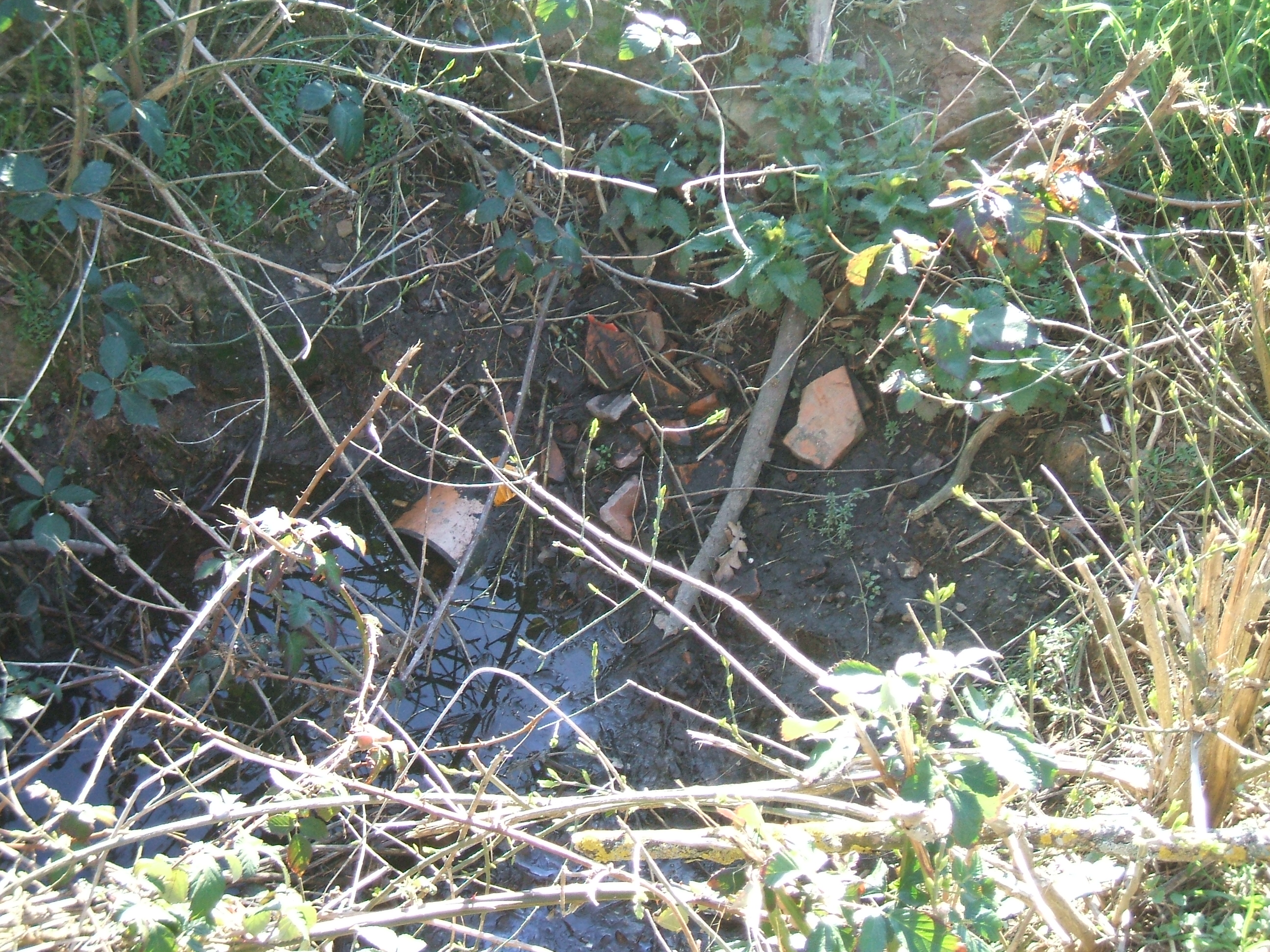
Hat einen Anfang
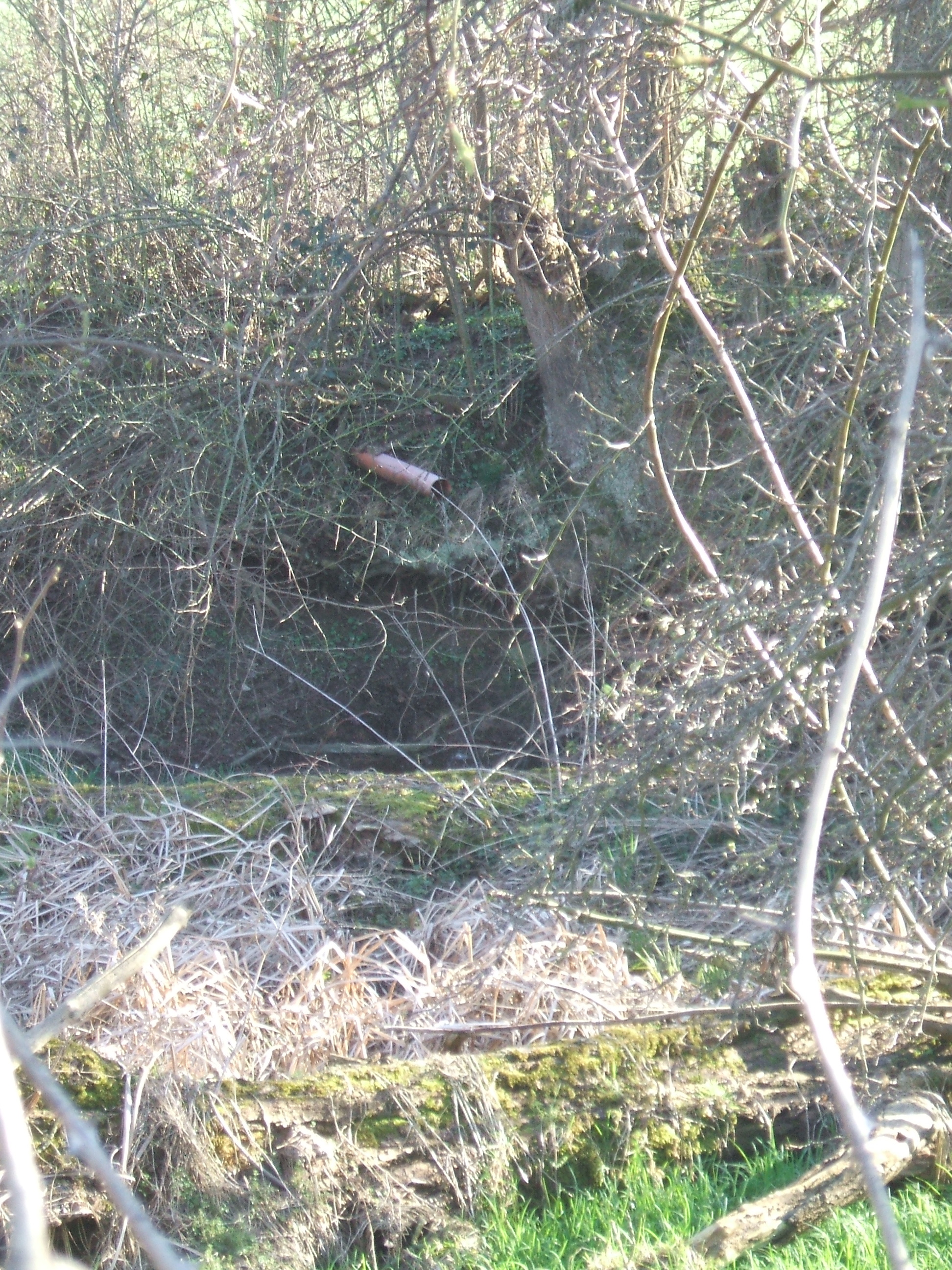
Absturz (in Ex-Teich)
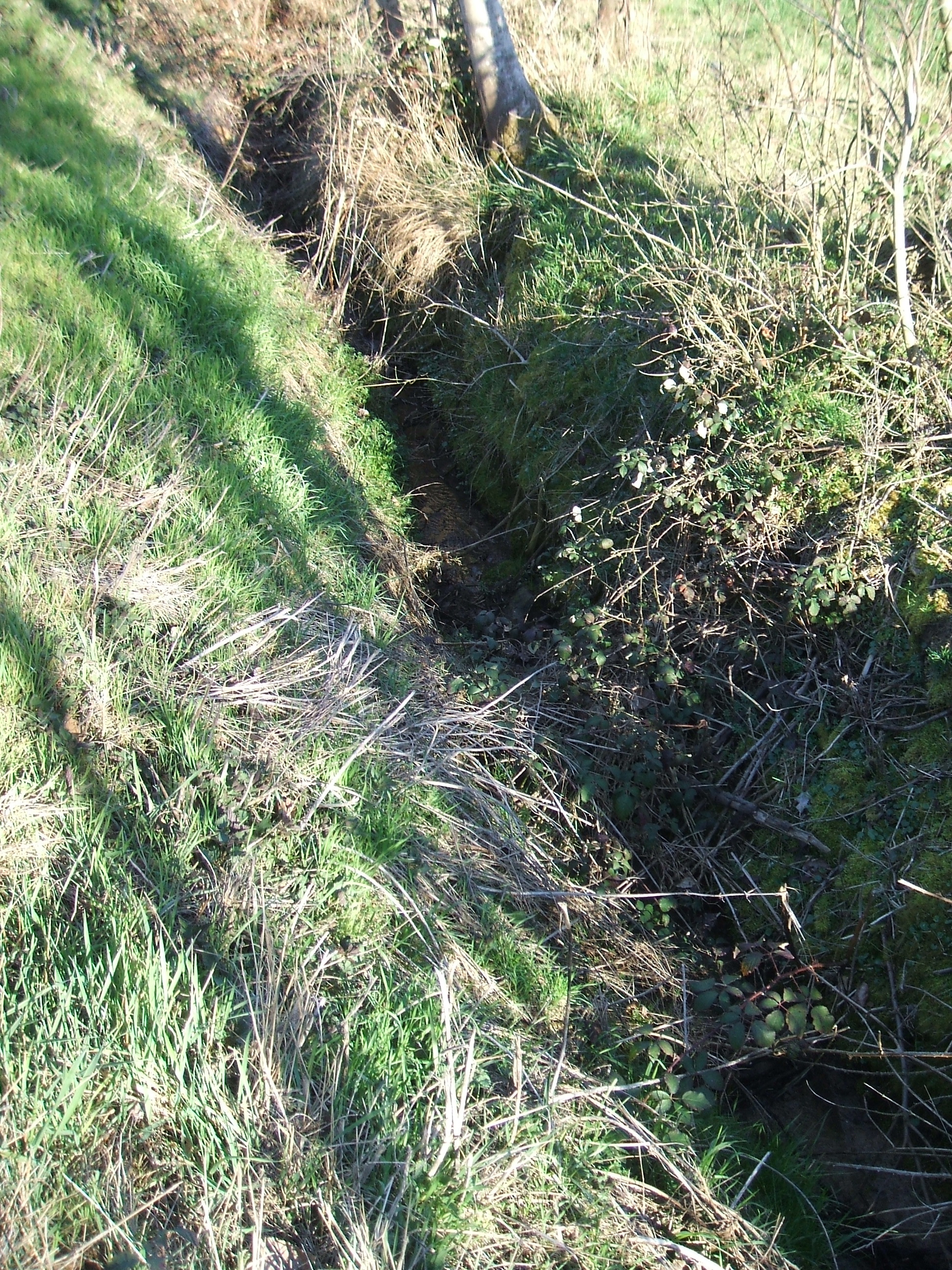
Erholung unter Ex-Teich
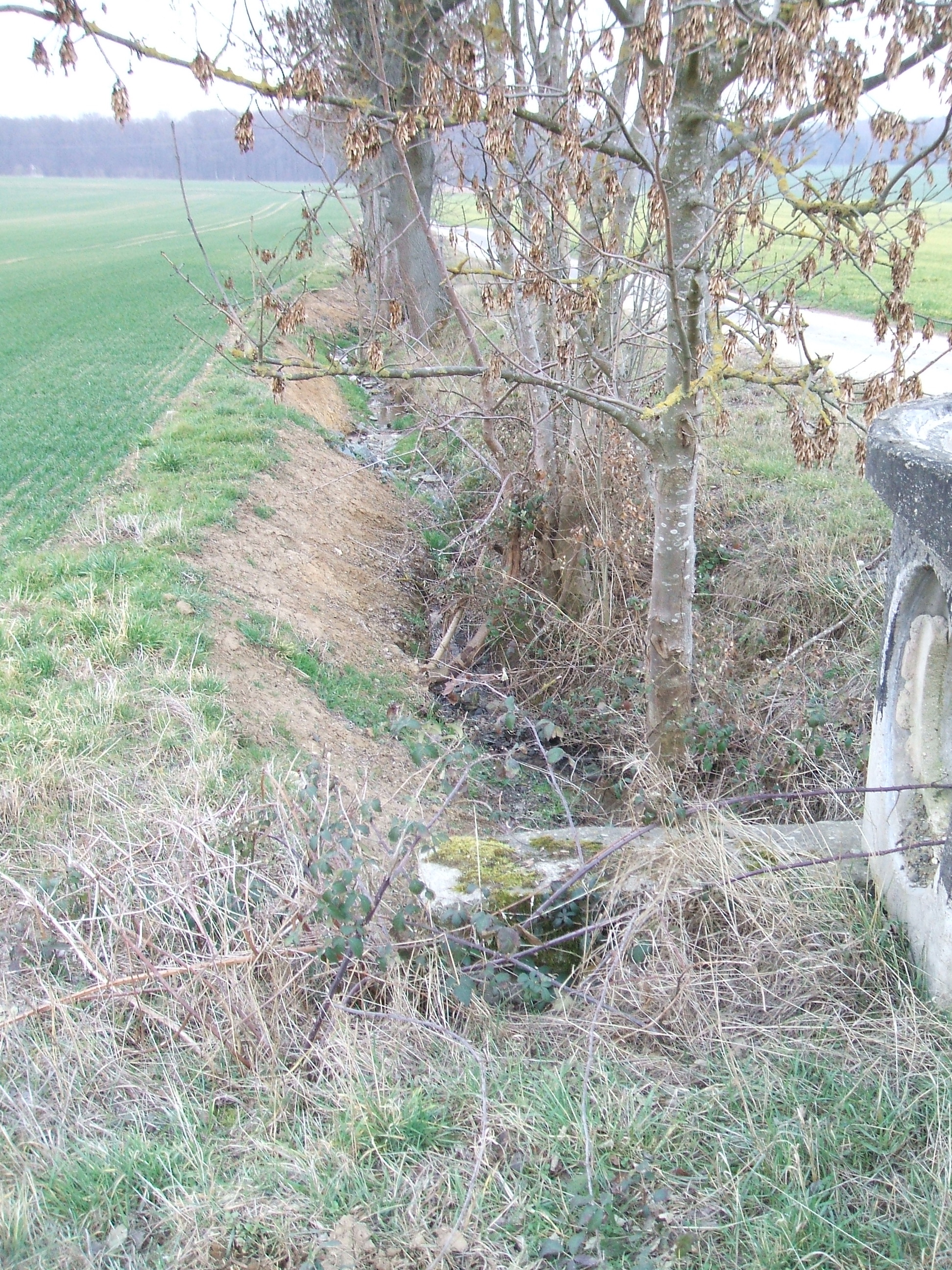
Vom ob. zum unt. Weg
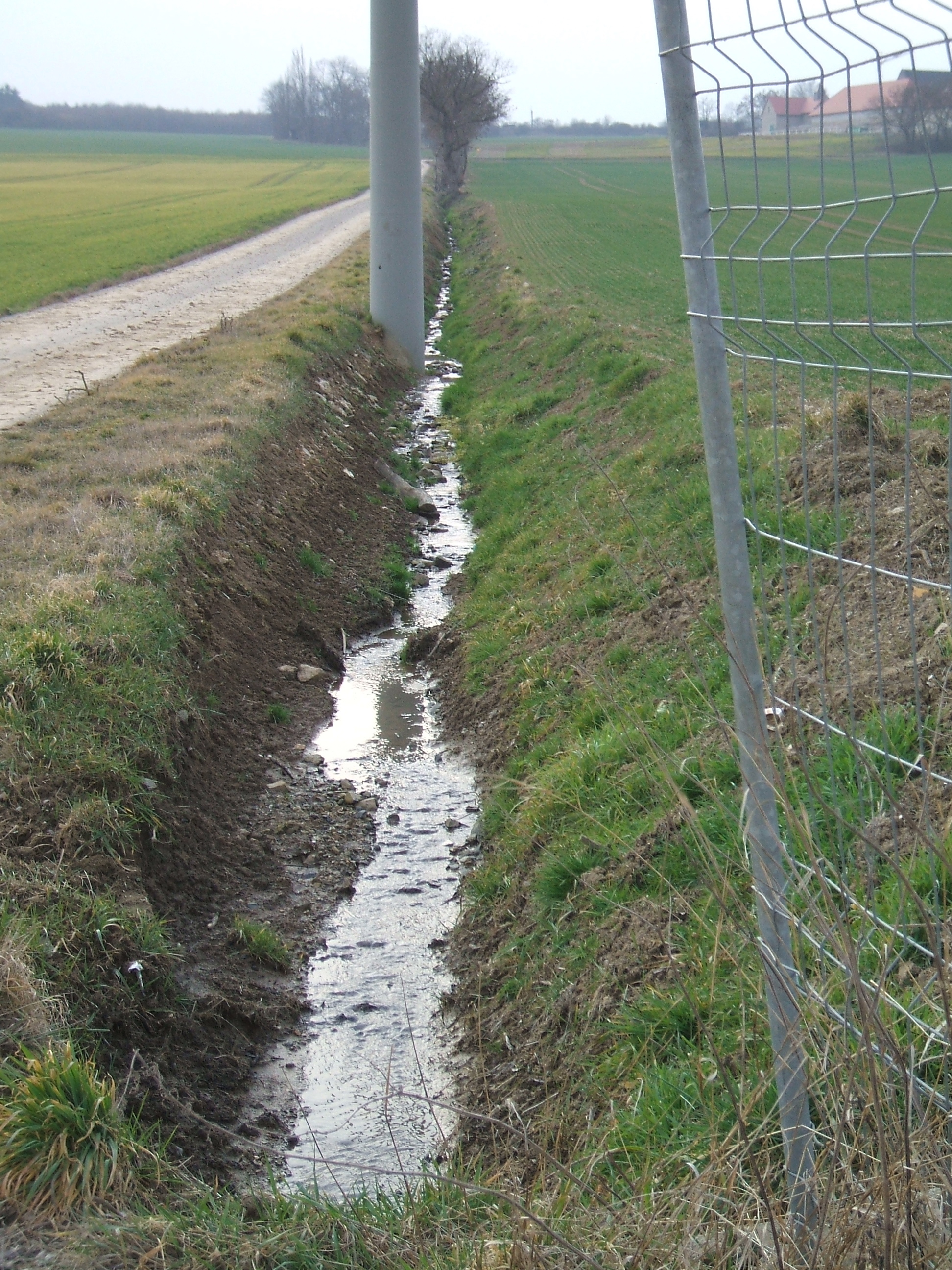
Vom unt. zum ob. Weg
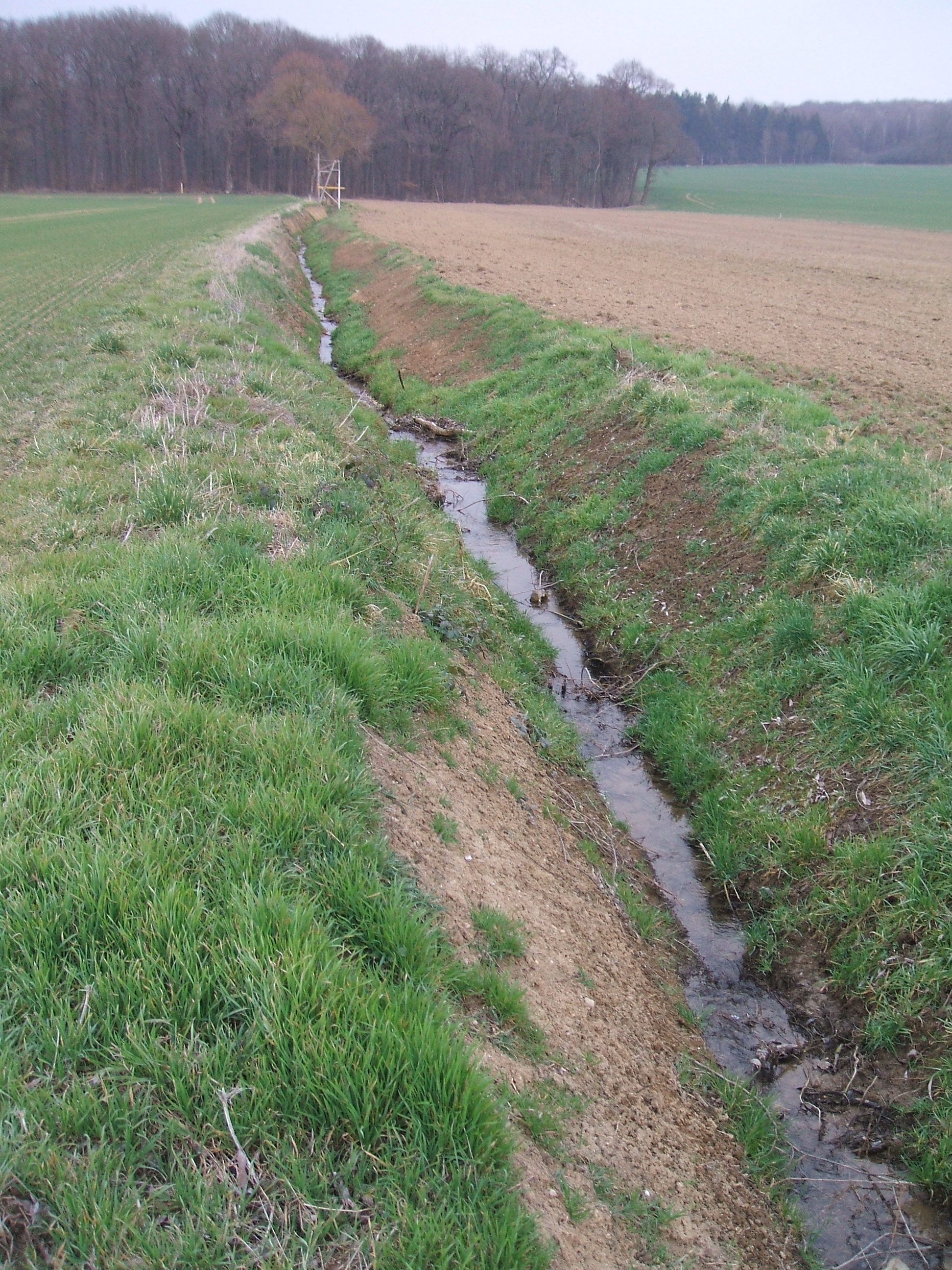
Unt. Weg zu Hochsitz
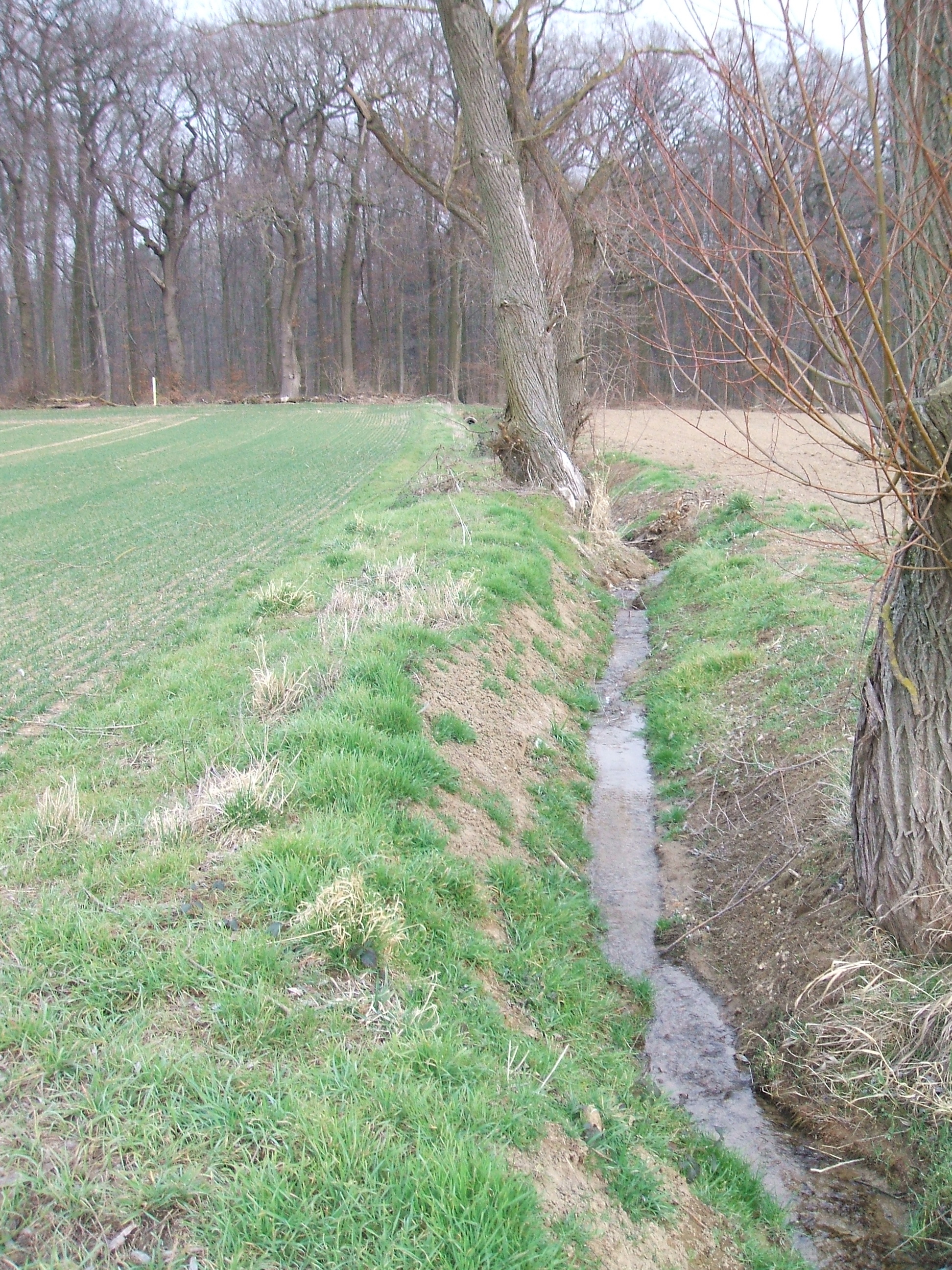
Hochsitz bis -wald
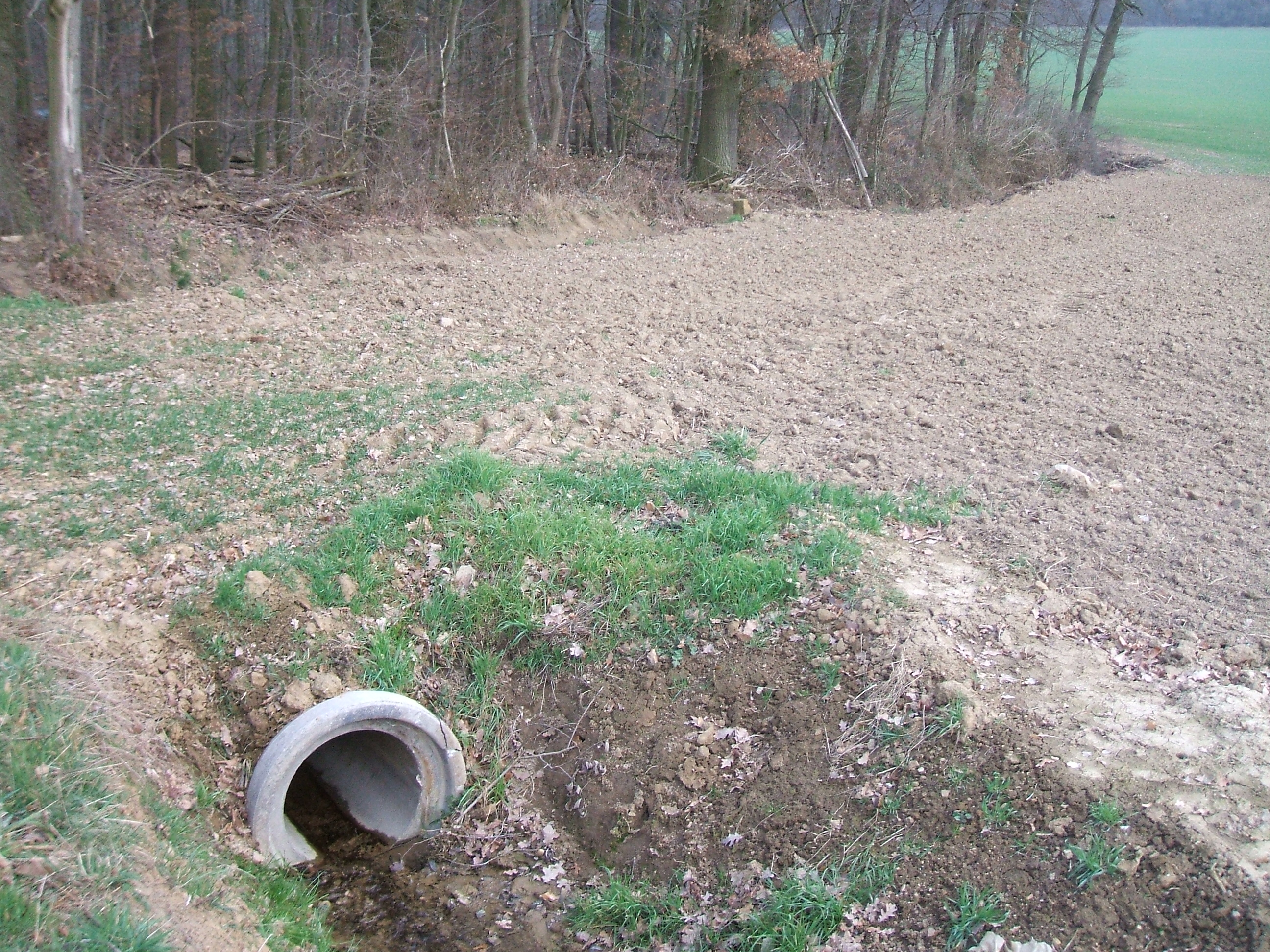
Wegloser Durchlass
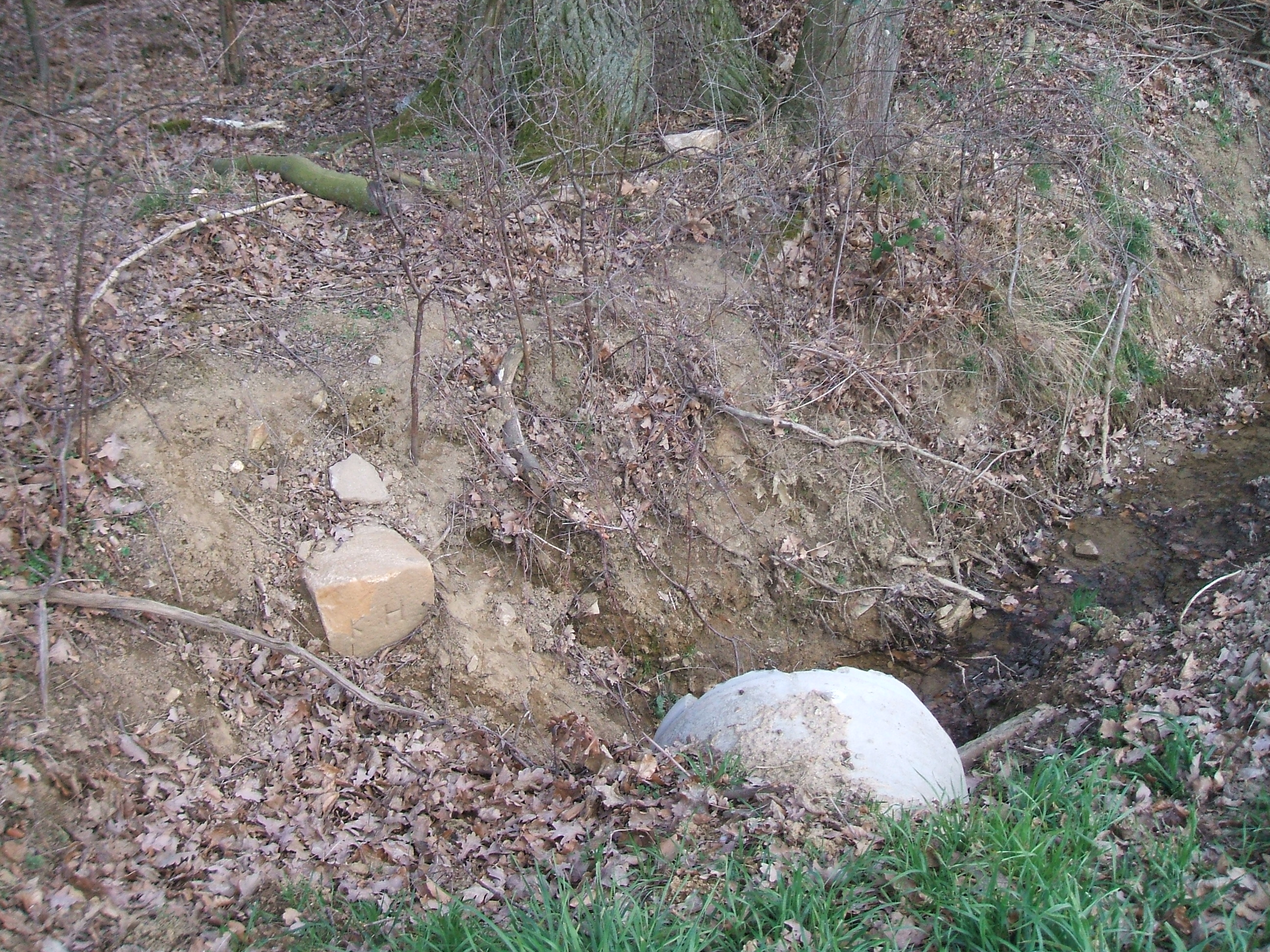
Der Grenzstein KH
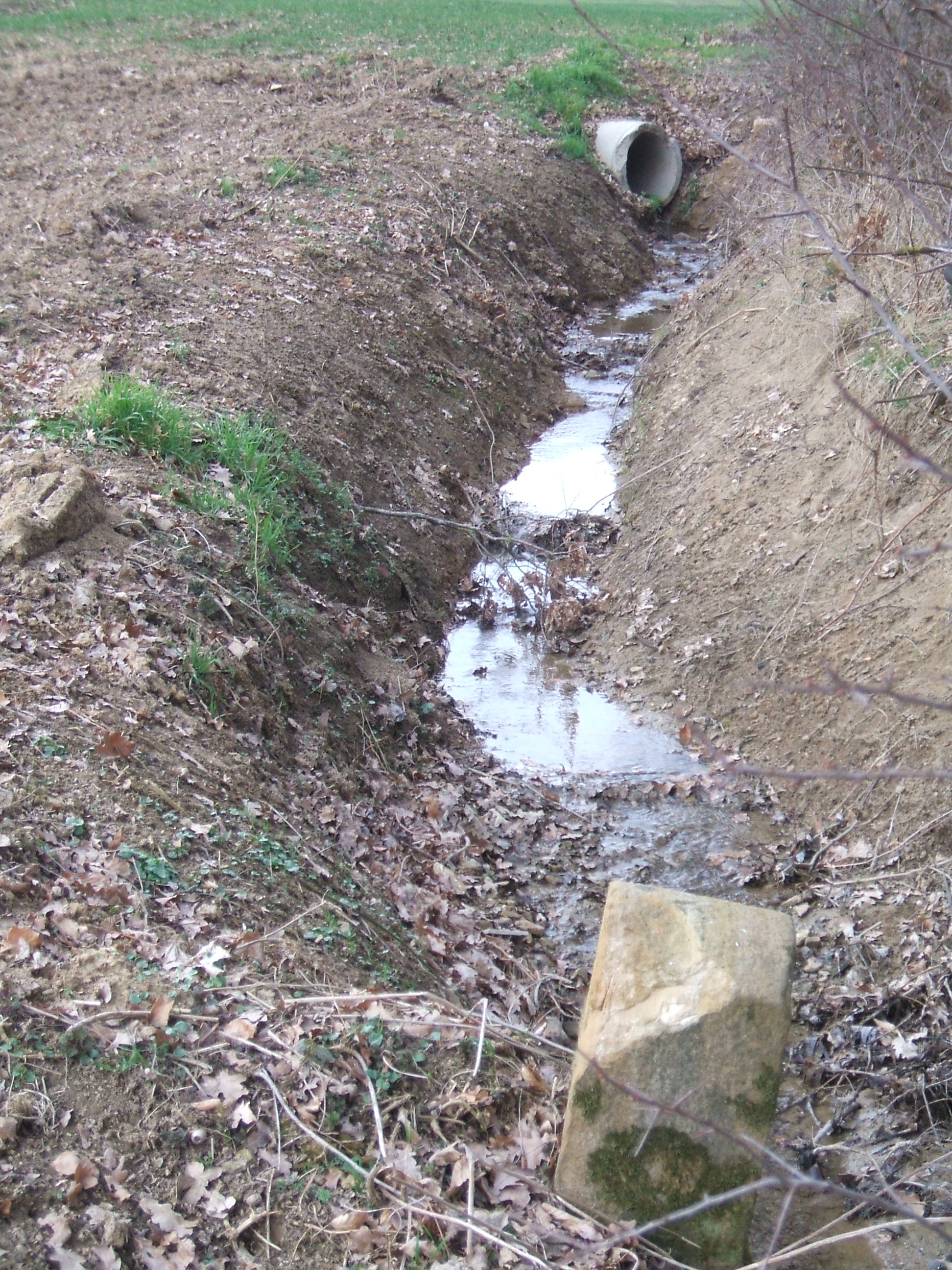
Vom Grenzstein KH
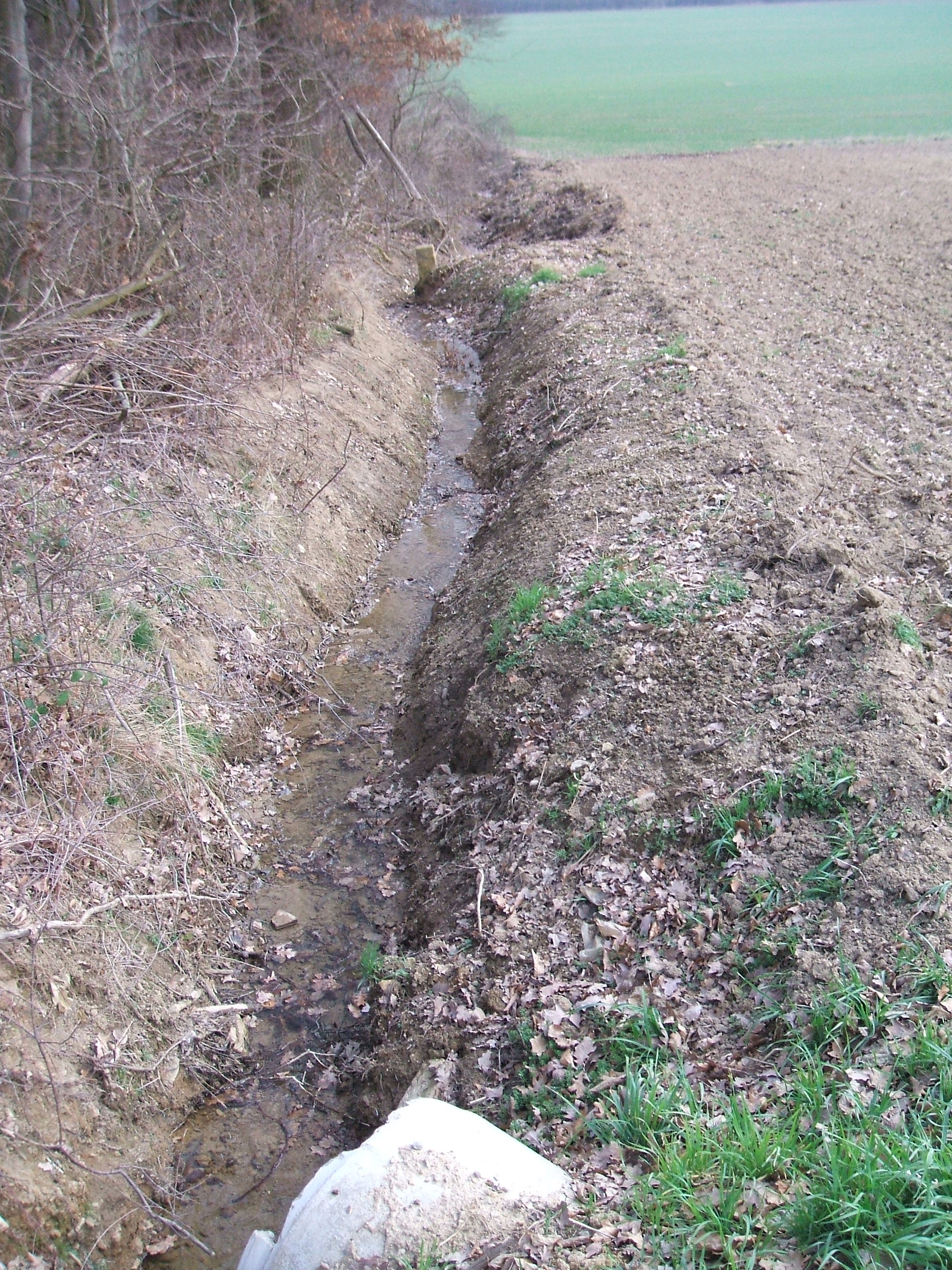
Zum Grenzstein GH
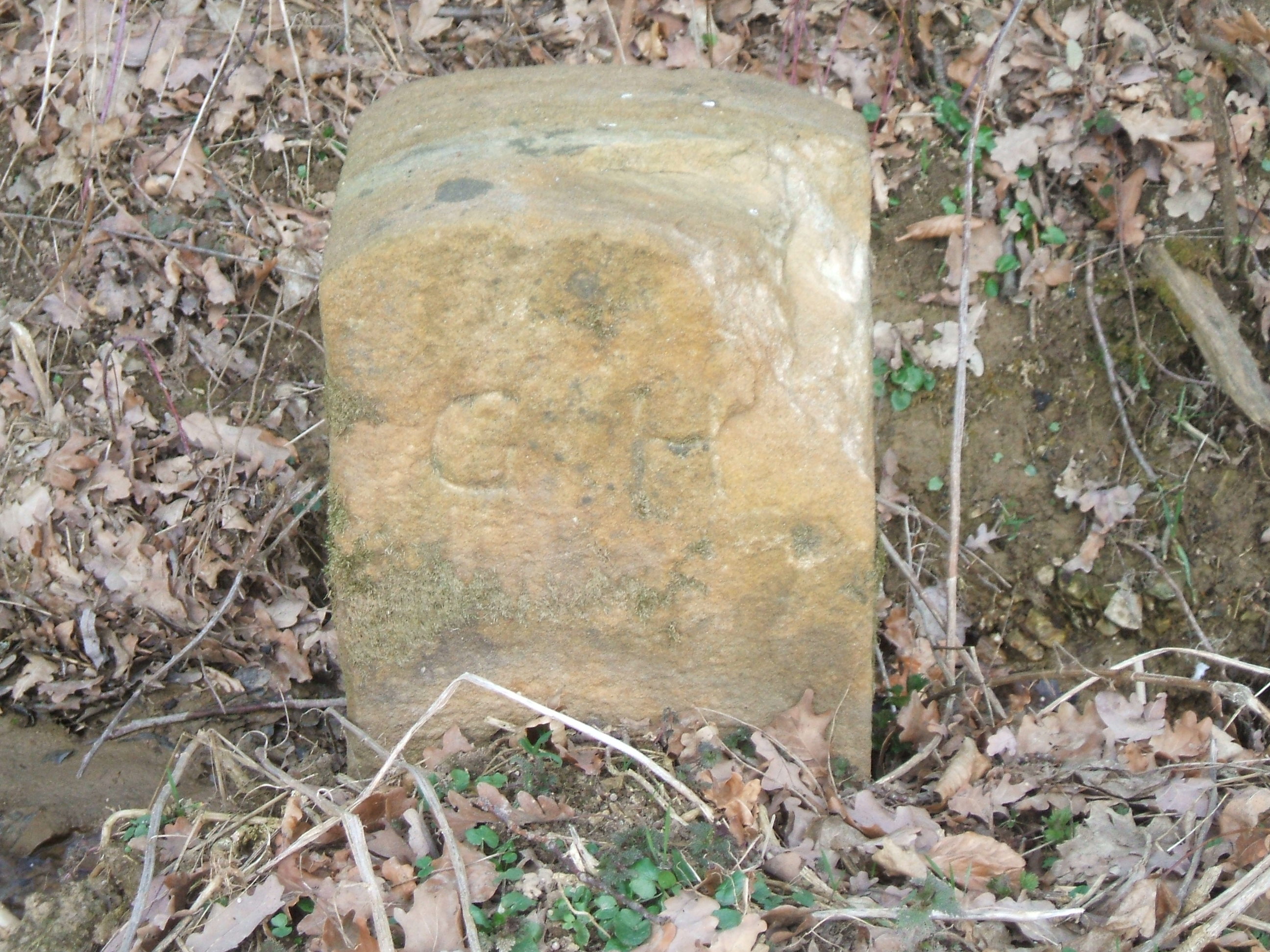
Der Grenzstein GH

## Zukünftige Planungen
Seit Jahrzehnten ist eine Ortsumfahrung (OU) der Bundesstraße 275 von Ober-Mörlen und Bad Nauheim von der westlichen OU Friedberg der Bundesstraßen 3 und 455 etwa parallel zur 20 kV-Freileitung geplant, die den Bad Nauheimer Hochwald durchquert und am Hofgut Hasselheck sowie der derzeitigen Lage der Rastanlage Wetterau nördlich vorbei mit einem eigenen Anschluss an die A5/E 451 ins Usatal führt, um westlich von Ober-Mörlen auf die in den 2010er Jahren grunderneuerte B 275 zu stoßen. Dafür sind bereits lang gestreckte Grundstücke erworben und die Flur dafür bereinigt worden. Der Stuhlgraben wäre davon nicht betroffen worden. Neuere Pläne des Regionalverbands FrankfurtRheinMain in seiner  Flächennutzungsplanung sehen einen anderen Verlauf vor, der Stuhl- und Deutergraben im Falle der Verwirklichung träfe. Grund dafür kann eine seit einigen Jahren geplante Verlegung und Ausweitung des östlichen Teils der Rastanlage sein, die zusätzliche Mengen an LKW aufnehmen soll, dass die gesetzlichen Auflagen zu den Lenk- und Ruhezeiten eingehalten werden können.